# Edelsgrub
Edelsgrub est une commune autrichienne du district de Graz-Umgebung en Styrie qui a été rattachée à la commune de Nestelbach bei Graz le 1er janvier 2015.